# 三浦由衣
三浦 由衣（みうら ゆい、1992年8月20日 - ）は、日本の女優、ファッションモデル。埼玉県出身。スペースクラフト・エージェンシー所属。

## 略歴
子供向けファッション雑誌『sesame』（朝日新聞出版）の第9期・読者モデルオーディション(1999年)で編集部内・外部スタッフからほぼ満点を獲得し合格、以後同誌の専属モデルとして主に活動する。2001年に、現事務所スペースクラフトへ所属。以降、CM・映画・ファッション誌などで活躍した。
以前から韓国語に興味を持ち、ソウルへの語学留学も経験。2022年、韓国人男性との国際結婚を機に韓国へ移住し、現在も釜山在住。2024年3月に第一子を出産。フリーランスでモデル活動を継続するかたわら、韓国語講師としてもレッスンを開講中。

## 出演

### 映画
- Jam Films2 「FASTENER」（2004年3月27日、東芝エンタテインメント）
- ほんとうにあった怖い話 怨霊 「エレベーターの少女」（2004年3月27日、パル企画）
- 春のユウウツ（2007年、JAPAN CINEMA）[注 1]
- 悪夢探偵2（2008年12月20日、ムービーアイ） - 間城雪絵 役[1]
- 半分の月がのぼる空（2010年4月3日、IMJエンタテインメント）- 少女 役
- 告白（2010年6月5日、東宝）
- 劇場版 神聖かまってちゃん ロックンロールは鳴り止まないっ（2011年4月2日、SPOTTED PRODUCTIONS） - リサ 役
- 君へ。（2011年9月24日、キュリオスコープ） - 野田和美（中学時代） 役

### テレビドラマ
- SPEC〜警視庁公安部公安第五課 未詳事件特別対策係事件簿〜 第4話（2010年10月29日、TBS） - 古戸美智花
- ホラー アクシデンタル（2013年2月1日 - 3月16日、フジテレビ） - あい 役
- クロユリ団地〜序章〜 第3話 - 第4話（2013年4月23日 - 30日、TBS） - 宗形瑞穂 役
- シンドラ 集合住宅の恐怖 「存在と無」（2014年2月28日、フジテレビ） - 真下 役
- 遺留捜査 第6話（2018年8月23日、テレビ朝日）
- サイレント・ヴォイス 行動心理捜査官・楯岡絵麻 第7話（2018年11月24日、BSテレ東）

### 舞台
- 華鬼 - 江島四季子 役 
  - （2010年7月1日 - 11日、シアターグリーン）[注 2]
  - （2011年3月22日 - 27日、銀座博品館）[注 3]

### CM
- ハウス こくまろカレー（2003年）
- ハウステンボス（2004年）
- 田崎真珠（2004年）
- イオン 新学期セール（2004年）
- ジャパネットたかた（2005年）
- 練成会（2007年）[注 4]
- プレナス ほっともっと（2009年）
- 森永乳業パルテノヨーグルト(2018年）
- ソフトバンク大仕掛け篇(2021年）

### 広告
- 日本語検定委員会 日本語検定（2007年）
- トヨタ 企業（2008年）

### PV
- Mr.children 「ファスナー」（2002年5月10日）[注 5]
- 相川七瀬 「R-指定」（2003年11月27日）
- acid android 「violator:1.02」（2010年10月27日）[注 6]
- スネオヘアー 「期待ハズレの空模様」（2011年8月24日）[注 7]
- サカナクション 「夜の踊り子」（2012年8月29日）